# Campionati tedeschi di sci alpino 1993
Ai Campionati tedeschi di sci alpino 1993 furono assegnati i titoli di supergigante, slalom gigante e slalom speciale, sia maschili sia femminili.

## Risultati

### Uomini

#### Supergigante
| Pos. | Atleta            | Nazione  |
| ---- | ----------------- | -------- |
| 1    | Stefan Krauß      | Germania |
| 2    | Tobias Barnerssoi | Germania |
| 2    | Martin Fiala      | Germania |

#### Slalom gigante
| Pos. | Atleta              | Nazione  |
| ---- | ------------------- | -------- |
| 1    | Tobias Barnerssoi   | Germania |
| 2    | Herbert Ringsgwandl | Germania |
| 3    | Bernhard Bauer      | Germania |

#### Slalom speciale
| Pos. | Atleta         | Nazione  |
| ---- | -------------- | -------- |
| 1    | Alois Vogl     | Germania |
| 2    | Günther Mast   | Germania |
| 3    | Hans Willibald | Germania |

### Donne

#### Supergigante
| Pos. | Atleta                | Nazione  |
| ---- | --------------------- | -------- |
| 1    | Martina Ertl          | Germania |
| 2    | Miriam Vogt           | Germania |
| 3    | Ulrike Stanggassinger | Germania |

#### Slalom gigante
| Pos. | Atleta          | Nazione  |
| ---- | --------------- | -------- |
| 1    | Martina Ertl    | Germania |
| 2    | Christina Meier | Germania |
| 3    | Angelika Hurler | Germania |

#### Slalom speciale
| Pos. | Atleta            | Nazione  |
| ---- | ----------------- | -------- |
| 1    | Miriam Vogt       | Germania |
| 2    | Martina Ertl      | Germania |
| 3    | Angela Zimmermann | Germania |